# TSG Quirinus Neuss
Die Tanzsportgemeinschaft Quirinus e. V. Neuss (TSG Quirinus Neuss) ist ein Tanzsportverein in Neuss. Der Verein wurde 1986 gegründet. Er verfügt über Angebote im Turniersport (Standard und Latein) und eine Lateinformationen sowie Breitensportangebote (Gesellschaftstanz, Discofox, Zumba und Kindertanzen).

## Lateinformationen

### A-Team
Das A-Team der TSG Quirinus Neuss tritt bereits seit längerer Zeit zu Ligawettkämpfen an, überwiegend in der Landesliga West Latein bzw. der Oberliga West Latein. In den Jahren 2006 bis 2010 gelang dem Team der „Durchmarsch“ von der Landesliga West in die 2. Bundesliga Latein: In der Saison 2006/07 gewann das Team die Landesliga West, ein Jahr darauf die Oberliga West und in der Saison 2008/09 auch die Regionalliga West und qualifizierte sich so für die Teilnahme am Aufstiegsturnier zur 2. Bundesliga, das das Team mit dem musikalischen Thema „Explosive“ ebenfalls gewinnen konnte. Bereits in der ersten Zweitliga-Saison (2009/10) erreichte das A-Team der TSG Quirinus Neuss den 2. Platz und sicherte sich somit den direkten Aufstieg in die 1. Bundesliga Latein. Die Mannschaft trat bis zur Saison 2014/15 in der 1. Bundesliga Latein an. In den ersten zwei Saisons (2010–12) tanzte das Team zum musikalischen Thema „I am yours“ mit Musik von Beyoncé, in der Saison 2012/13 war „All of me“ das musikalische Thema. In der Saison 2013/14 trat die Mannschaft mit dem Thema „Dynamic“ an.
Nach dem Abstieg aus der 1. Bundesliga Latein am Ende der Saison 2014/15 zog der Verein die Mannschaft aus der 2. Bundesliga zurück. In der Saison 2015/16 startete das A-Team in der Oberliga West Latein.
In der Saison 2016/17 wurde eine Formationsgemeinschaft mit dem TTC Mönchengladbach-Rheydt gegründet. Das A-Team der FG TTC Mönchengladbach-Rheydt/TSG Quirinus Neuss stieg in der Saison 2018/19 in die Regionalliga West auf. In der darauffolgenden Saison schloss sich auch der TSV Viersen der Formationsgemeinschaft an. Durch die Restrukturierung des Liga-Systems in Deutschland startete das Dreier-Gespann 2019/20 in der 2. Bundesliga West Latein, in der man letzten Endes den 8. Platz belegte und somit abstieg. Nachdem 2021 aufgrund der Corona-Pandemie keine Turniere ausgetragen werden konnten, schied der TTC Mönchengladbach-Rheydt wieder aus der Formationsgemeinschaft aus, so dass das Team seitdem als FG TSG Quirinus Neuss/TSV Viersen an den Start geht. Seit 2021 tanzt die Mannschaft in der Regionalliga West Latein.
Trainer der Formationsgemeinschaft sind derzeit Andreas Hellendahl und Michaela Perc.

### B-Team
Ein B-Team trat bereits in den 1990er-Jahren und in den Saisons 1999/00 und 2000/01 in der Landesliga West Latein für die TSG Quirinus Neuss an. Ab der Saison 2007/08 trat erneut ein B-Team an, das sich in der ersten Saison in der Landesliga West mit dem vierten Platz für die Teilnahme am Aufstiegsturnier qualifizierte und den Aufstieg in die Oberliga West Latein schaffte. Die Saison 2008/09 in der Oberliga West belegte das Team den zweiten Platz und qualifizierte sich erneut für die Teilnahme am Aufstiegsturnier, diesmal zur Regionalliga West Latein, in dem das Team mit dem 2. Platz den Aufstieg in die Regionalliga West Latein schaffte.
In den folgenden Jahren tanzte das Team in der Regionalliga West Latein, die es in der Saison 2011/12 gewann. Beim anschließenden Aufstiegsturnier erreichte das Team den 2. Platz und stieg so in die 2. Bundesliga Latein auf. In der Saison 2014/15 trat das B-Team nicht zu Ligawettkämpfen in der 2. Bundesliga an. Auf den freigewordenen Startplatz rückte das A-Team der TSG Bremerhaven nach.
In der Saison 2019/20 trat wieder ein B-Team der Formationsgemeinschaft TTC Mönchengladbach-Rheydt/TSG Quirinus Neuss/TSV Viersen in der Regionalliga West Latein an. Nach der Saison 2021/22 löste sich dieses Team auf.
Trainer des B-Teams waren zuletzt Michaela Perc und Stephanie Schäfer.

### Weitere Formation
Das C-Team trat in der Saison 2008/09 erstmals in der Landesliga West Latein an. In der Saison 2009/10 gewann das Team die Landesliga und stieg durch den Gewinn des nachfolgenden Aufstiegsturniers in die Oberliga West Latein auf. Auch die folgende Saison in der Oberliga West gewann das Team, verpasste mit dem 3. Platz im Aufstiegsturnier aber den Aufstieg in die Regionalliga West Latein.
In der Saison 2011/12 trat das C-Team nicht mehr zu Ligawettkämpfen an.